# Ejemplo
Un ejemplo sirve para explicar o ilustrar una afirmación general, o para proporcionar un caso particular que hace de modelo para el caso general. El ejemplo es escogido libremente, pero busca aclarar la comprensión de un fenómeno o proceso. Se utiliza también para mejorar la comprensión de algún concepto de mayor abstracción.

## En retórica
El ejemplo es una figura de estilo corriente en retórica.

## En matemáticas
En matemáticas, un ejemplo es un caso particular que pretende ilustrar una definición, un teorema o un razonamiento. Así, se podrá encontrar en un libro de matemáticas:
«Las funciones {\displaystyle f} definidas sobre {\displaystyle \mathbb {R} } por {\displaystyle f(x)=ax+b} se denominan funciones afines.
Por ejemplo, la función {\displaystyle f} definida sobre {\displaystyle \mathbb {R} } por {\displaystyle f(x)=4x-5} es una función afín».
En general, un ejemplo no es suficiente para demostrar una proposición universal, es decir, una proposición que afirma que una propiedad es cierta para todos los objetos considerados (por ejemplo, para todos los números naturales). Sin embargo, un contraejemplo basta para demostrar que una proposición es falsa, tratándose, por tanto de una excepción a una regla general propuesta.